# Heaven Shall Burn
A Heaven Shall Burn nevű német metalcore együttes 1996-ban alakult meg Saalfeldben. Melodikus death metalt, metalcore-t és deathcore-t játszanak. Eredetileg "Consense" volt a nevük, ezen a néven jelentették meg az első demójukat is. Nyolc nagylemezt, ezeken kívül egy válogatáslemezt, egy videóalbumot és egy középlemezt is megjelentetett a zenekar. Lemezeiket a Lifeforce Records, Century Media Records kiadók jelentetik meg.
Az együttes nevének jelentése: „A mennyországnak égnie kell”. A "Heaven Shall Burn" nevet a Marduk egyik albumának címéről választották. A tagok nagy többsége vegetáriánus. Szövegeik témái: elnyomás, állatok jogai, ellenállás. A zenészek továbbá nagy mértékben a fasizmus és rasszizmus ellen vannak.
2013-ban Magyarországon is koncerteztek, a Dürer Kertben, a svéd Hypocrisy-val és az amerikai Dying Fetusszal. 2014-ben másodszor is koncerteztek nálunk, ezúttal a Barba Negrában, a Parkway Drive-val, a Carnifex-szel és a Northlane-nel. 2018 márciusában harmadszor is „tiszteletüket tették” hazánkban, ezúttal az amerikai Whitechapel és August Burns Red, illetve az ausztrál In Hearts Wake együttesekkel. Ez volt a Heaven Shall Burn búcsúkoncertje. A többszörös koncertezésnek köszönhetően már itthon is viszonylag ismertnek számít a zenekar a metal műfaj rajongói körében.

## Tagok
Jelenlegi tagok
- Mark Weichert – gitár
- Marcus Bishoff – éneklés
- Eric Bischoff – basszusgitár
- Alexander Dietz – gitár
- Christian Bass – dobok

Korábbi tagok
- Patrick Schleitzer
- Mark Hartmann
- Matthias Vogt

## Diszkográfia
Stúdióalbumok
- Asunder (2000)
- Whatever It May Take (2002)
- Antigone (2004)
- Deaf to Our Prayers (2006)
- Iconoclast (Part I: The Final Resistance) (2008)
- Invictus (Iconoclast III) (2010)
- Veto (2013)
- Wanderer (2016)
- Of Truth and Sacrifice (2020)